# Kanton Boulogne-sur-Gesse
Der Kanton Boulogne-sur-Gesse war bis 2015 ein französischer Wahlkreis im Arrondissement Saint-Gaudens, im Département Haute-Garonne und in der Region Midi-Pyrénées; sein Hauptort war Boulogne-sur-Gesse.
Der 24 Gemeinden umfassende Kanton hatte 5159 Einwohner (Stand: 2012).

## Gemeinden
| Gemeinde                   | Einwohner Jahr | Fläche km² | Bevölkerungsdichte | Code INSEE | Postleitzahl |
| -------------------------- | -------------- | ---------- | ------------------ | ---------- | ------------ |
| Blajan                     | 504 (2013)     | –          | – Einw./km²        | 31070      | 31350        |
| Boulogne-sur-Gesse         | 1605 (2013)    | –          | – Einw./km²        | 31080      | 31350        |
| Cardeilhac                 | 259 (2013)     | –          | – Einw./km²        | 31108      | 31350        |
| Castéra-Vignoles           | 65 (2013)      | –          | – Einw./km²        | 31121      | 31350        |
| Charlas                    | 228 (2013)     | –          | – Einw./km²        | 31138      | 31350        |
| Ciadoux                    | 258 (2013)     | –          | – Einw./km²        | 31141      | 31350        |
| Escanecrabe                | 217 (2013)     | –          | – Einw./km²        | 31170      | 31350        |
| Gensac-de-Boulogne         | 116 (2013)     | –          | – Einw./km²        | 31218      | 31350        |
| Larroque                   | 304 (2013)     | –          | – Einw./km²        | 31276      | 31580        |
| Lespugue                   | 79 (2013)      | –          | – Einw./km²        | 31295      | 31350        |
| Lunax                      | 65 (2013)      | –          | – Einw./km²        | 31307      | 31350        |
| Mondilhan                  | 96 (2013)      | –          | – Einw./km²        | 31350      | 31350        |
| Montgaillard-sur-Save      | 76 (2013)      | –          | – Einw./km²        | 31378      | 31350        |
| Montmaurin                 | 211 (2013)     | –          | – Einw./km²        | 31385      | 31350        |
| Nénigan                    | 59 (2013)      | –          | – Einw./km²        | 31397      | 31350        |
| Nizan-Gesse                | 79 (2013)      | –          | – Einw./km²        | 31398      | 31350        |
| Péguilhan                  | 231 (2013)     | –          | – Einw./km²        | 31412      | 31350        |
| Saint-Ferréol-de-Comminges | 43 (2013)      | –          | – Einw./km²        | 31479      | 31250        |
| Saint-Lary-Boujean         | 133 (2013)     | –          | – Einw./km²        | 31493      | 31350        |
| Saint-Loup-en-Comminges    | 34 (2013)      | –          | – Einw./km²        | 31498      | 31350        |
| Saint-Pé-Delbosc           | 126 (2013)     | –          | – Einw./km²        | 31510      | 31350        |
| Saman                      | 170 (2013)     | –          | – Einw./km²        | 31528      | 31350        |
| Sarrecave                  | 75 (2013)      | –          | – Einw./km²        | 31531      | 31350        |
| Sarremezan                 | 97 (2013)      | –          | – Einw./km²        | 31532      | 31350        |